# Dar El Aviya
Dar El Aviya este o comună din departamentul Boghé, Regiunea Brakna, Mauritania, cu o populație de 3.619 locuitori.